# Adelie Land
Adelie Land es un meteorito descubierto el 5 de diciembre de 1912 en la Antártida por Francis Howard Bickerton (1889-1954), miembro de la Expedición Australasiana Antártica de Sir Douglas Mawson. Fue nombrado así debido a la Tierra Adelia y fue el primer meteorito encontrado en la Antártida.
Sólo se encontró un fragmento de aproximadamente 1 kilogramo. Se clasificó como una condrita ordinaria L5.